# Quiproquo
Quiproquo, квипрокво́, кипроко (от лат. qui pro quo — «кто вместо кого») — фразеологизм латинского происхождения, обычно используемый в испанском, итальянском, польском, португальском, французском и русском языках, обозначающий путаницу, связанную с тем, что кто-то или что-то принимается за кого-то или что-то другое. В английском языке используется другой, очень похожий по звучанию, но имеющий иное значение фразеологизм латинского происхождения — «Quid pro quo».

## Орфография
- книжное устаревшее, несклоняемое существительное (тип склонения 0 по классификации А. Зализняка), неодушевлённое, средний род[3];
- синонимы: недоразумение, неразбериха, путаница; неуправка, шероховатость, путешествие, концы с концами не сходятся, происшествие[4].

## Этимология
Слово возникло с помощью лексико-семантического способа словообразования, путём сращения (после транслитерации латинского выражения qui pro quo в кви про кво) оборота в слово в начале 1930-х годов. Квипрокво по своему происхождению аналогично словам бомонд, игрек, сальто-мортале и тому подобным: из французского i grec «и греческое», итальянского salto mortale «сальто смертельный», французского beau monde «хороший свет»).

## Применение
Слово Quiproquo используется в театральном контексте. Не следует путать с Quid pro quo, которое применяется в контексте транскрипции или переписывания данных текста. Слово Quiproquo используется преимущественно в таких языках, как испанский, итальянский, польский, португальский и французский. В английском языке не используется.
Метод квипрокво используется в театральных постановках, водевилях, пьесах Мольера, для обеспечения комичности в ситуациях. Прослеживается связь с продолжением вопросов римского права (принцип Квинтилиана: «Quis, quid, ubi, quibus auxiliis, cur, quomodo, quando» >> Кого? Что? Где? Каким средством? Почему? Как? Когда?). Словарь французского языка сообщает, что термин Quiproquo использовался в средневековой фармакологии «чтобы указать замену  одного лекарства на другое» .

## Квипрокво в искусстве
- «Клад», Плавт
- Le Homard et les Plaideurs, René Blain des Cormiers
- La Farce de Maître Pathelin, аноним
- Школа жён, Мольер
- Скупой, Мольер
- Sganarelle, Мольер
- Мнимый больной, Мольер
- Le Jeu de l’amour et du hasard, Мариво
- Безумный день, или Женитьба Фигаро, Бомарше
- L’Ingénu, Вольтер
- La Puce à l’oreille, Фейдо
- Les Deux Canards, Бернард
- Амфитрион, Жироду
- Le Malentendu, Камю
- Комедии Плавта («Клад» («Кубышка»), «Менехмы» и др.)
- Роман Принц и нищий Марка Твена и комедия Том Кенти Сергея Михалкова по его мотивам
- Комедия «Ревизор» Николая Гоголя
- Кинокомедия «Пропало лето» Ролана Быкова и Никиты Орлова
- Яценко С. Софістика. — К. : ТОВ «Сік Груп Україна», 2016, 208 с. ISBN 978-617-7092-95-6

## Катастрофические квипрокво
- Катастрофа на Тенерифе